# Свети Илия (Васил Левски)
Вижте пояснителната страница за други значения на Свети Илия.
„Свети Илия“ е православна църква в село Васил Левски. Тя е част от Търговищка духовна околия, Варненска и Великопреславска епархия на Българската православна църква. Храмът е действащ само на големи религиозни празници.

## История
Църквата е построена през 1923 година.